# SpaceX超級重型

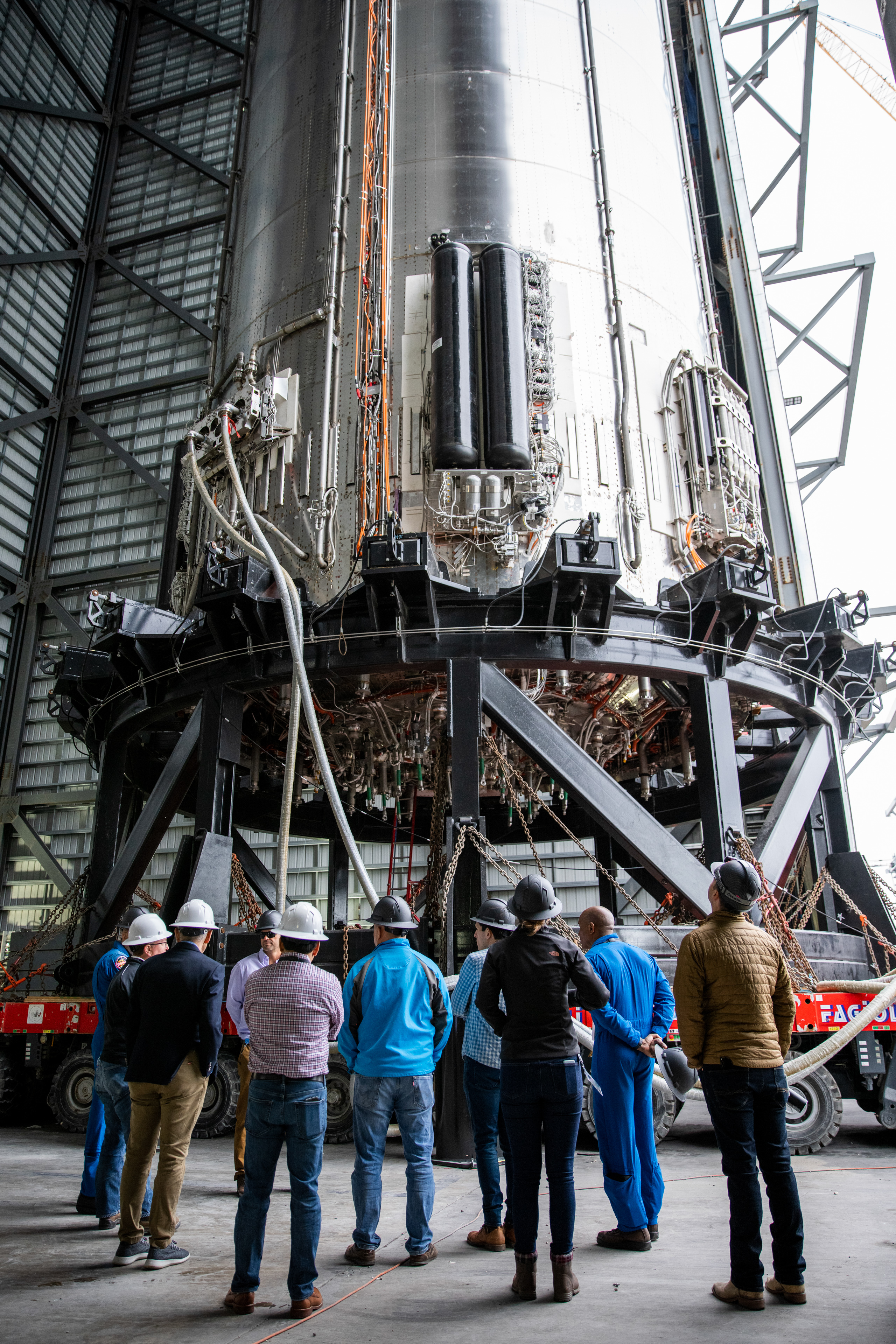
發動機安裝前超級重型助推器的底部

SpaceX超級重型（英語：SpaceX Super Heavy）是SpaceX星艦的第一級推進器，與Starship第二級組合而成。截至2024年，超級重型原型機正在進行飛行測試。2023年4月，“超級重型”在星艦火箭的首次軌道發射嘗試中首次飛行。